# CTI Records
 CTI Records (Creed Taylor Inc.) war ein auf Jazz spezialisiertes Plattenlabel.
CTI wurde 1967 ursprünglich als Unterlabel vom A&M Records gegründet. Zu diesem Zweck wurde Creed Taylor (früher Produzent für Verve und Gründer des Jazz-Labels Impulse! Records) eingestellt. Creed Taylor arbeitete mit dem Toningenieur Rudy Van Gelder zusammen, der in seinem eigenen Tonstudio schon die Alben für Blue Note Records aufgenommen hatte.
Ab Anfang der 1970er-Jahre hatte CTI einige Erfolge zu verzeichnen. Speziell die 6000er Serie war kommerziell recht erfolgreich. Die Debüt-LP von Eumir Deodato (Prelude) von 1972 schaffte es bis in die britischen und in die US-amerikanischen Charts und erzielte Millionenverkäufe. Die Vorstellung Taylors von einem eigenen USA-weiten Vertriebssystem für CTI Records schlug jedoch fehl und führte zum Ende der unabhängigen Produktion im gewohnten Umfang. Auch gingen viele der sehr erfolgreichen CTI-(Haus-)Musiker zu anderen Label. Dennoch führte Taylor CTI Records weiter und Aufnahmen wurden bis in die 1990er-Jahre veröffentlicht.
Charakteristisch an den CTI-Platten war unter anderem ein hochkarätiges und überdurchschnittlich attraktives Grafikdesign der Cover mit innovativem Bildmaterial, meist vom US-amerikanischen Fotograf Pete Turner. Dies war das Resultat von Creed Taylors kommerziellem Gespür für glanzvolle Produktaufmachung, wie schon bei Verve und Impulse! von ihm praktiziert. Heute gehören die Rechte an den Veröffentlichungen Columbia Records. CTIs Konzept war modern produzierter zeitgenössischer Jazz mit Soul- und Funk-Elementen, eingespielt von renommierten Jazzmusikern wie Freddie Hubbard, George Benson, Milt Jackson, Paul Desmond, Ron Carter, Hubert Laws, Gabor Szabo, Bill Evans, Esther Phillips und anderen. Oft wurde der Vorwurf erhoben, CTI-Aufnahmen biederten sich mit ihrer perfekten und von manchen als glatt empfundenen Produktion dem Massengeschmack an. Besonders George Benson, Freddie Hubbard und Stanley Turrentine veröffentlichten aber auf CTI nicht nur einige ihrer erfolgreichsten, sondern auch bis heute von der Kritik am meisten gelobten Alben.

## Einige CTI-Veröffentlichungen
- Freddie Hubbard – Red Clay (CTI 6001)
- Freddie Hubbard – Straight Life (CTI 6007)
- Astrud Gilberto und Stanley Turrentine – Gilberto with Turrentine (CTI 6008)
- George Benson – White Rabbit (CTI 6015)
- Eumir Deodato – Prelude (CTI 6021)
- Joe Farrell – Moon Germs (CTI 6023)
- Joe Farrell – Upon This Rock (CTI 6042)
- Bob James – One (CTI 6043)
- Esther Phillips –  What a Diff'rence a Day Makes (CTI 6520)